# فرانسيس سو
فرانسيس سو هو رياضياتي أمريكي، انضم إلى كلية هارفي مود في عام 1996م، ويعمل حالياً رئيس جمعية الرياضيات الأمريكية من عام 2015م إلى 2017م. سو استلم مُسبقاً عدة جوائز من الإم أيه أيه، منها جائزة هايمو للتعليم المتميز.
استلم سو الدكتوراه من جامعة هارفرد، حيث كان مستشاره برسي داياكونس فيها سابقاً. مجال بحثه هو التوافقيات، وهو معروف بالخصوص لعمله على بحث القسمة العادلة.

## وصلات خارجية
- صفحته الشخصية على الشابكة.